# Melochia lanceolata
Melochia lanceolata es una especie de planta del género Melochia. Es una hierba baja de hasta 1  metro de alto. Crece en matorrales húmedoa o inundados. Florece y fuctifica en diciembre. Se encuentra en Venezuela, Guyana y Brasil.

## Descripción
Es una hierba, con tallo hueco con tricomas simples y glandulares. Hojas dísticas, estipuladas aovada-lanceoladas. Flores lilas o púrpuras.

## Taxonomía
Melochia lanceolata fue descrita por Benth. in Hook. y publicado en Journal of Botany, being a second series of the Botanical Miscellany 4: 128. 1842.
Sinonimia
- Melochia betsiliensis Baker[2]